# Arnold Wycombe Gomme
Arnold Wycombe Gomme (16 novembre 1886 – 17 janvier 1959) est un universitaire britannique, professeur de grec et d'histoire grecque, membre de la British Academy. Il est surtout spécialiste de Thucydide.

## Publications
- The Population of Athens in the Fifth and Fourth Centuries B.C. (Glasgow University Publications; XXVIII). Oxford: Blackwell, 1933.
- Essays in Greek History and Literature. Oxford: Basil Blackwell, 1937.
- Greece. Oxford: Oxford University Press, 1945.
- A Historical Commentary on Thucydides.
  - Vol. I: Introduction and Commentary on Book I. Oxford: Clarendon Press; Toronto: Oxford University Press, 1945.
  - Vols. II–III: The Ten Years' War (Books II–III and Books IV–V). Oxford: Clarendon Press; Toronto: Oxford University Press, 1956.
  - Vol. IV: Books V.25–VII (with A. Andrewes and K.J. Dover). Oxford: Clarendon Press, 1970.
  - Vol. V: Book VIII (with A. Andrewes and K.J. Dover). Oxford: Clarendon Press, 1981.
- The Greek Attitude to Poetry and History (Sather Classical Lectures; XXVII). Berkeley; Los Angeles: University of California Press, 1954.
- More Essays in Greek History and Literature, edited by David A. Campbell. Oxford: Blackwell, 1962.